# Лезирия-ду-Тежу
Субрегион Лезирия-ду-Тежу (порт. Lezíria do Tejo (subregião))  — экономико-статистический субрегион в центральной  Португалии.
Входит в состав региона Алентежу.
Включает в себя часть округа Сантарен и один муниципалитет округа Лиссабон.
Территория — 4 007 км². Население — 240 832 человек. Плотность населения — 60,1 чел/км².

## География
Субрегион граничит:
- на севере — субрегионы  Пиньял-Литорал  и  Медиу-Тежу
- на востоке —  субрегион Алту-Алентежу
- на юге —  субрегионы Алентежу-Сентрал и  Полуостров Сетубал
- на западе —  субрегионы  Большой Лиссабон  и  Оэште

Субрегион включает в себя 11 муниципалитетов:

### Муниципалитеты округа Сантарен
- Алмейрин
- Алпиарса
- Бенавенте
- Голеган
- Карташу
- Коруше
- Риу-Майор
- Салватерра-де-Магуш
- Сантарен
- Шамушка

### Муниципалитеты округа Лиссабон
- Азамбужа